# Aarão Abbas
 Aarão Abbas  Amesterdão, Holanda
Foi um Rabino e escritor Holandês.

## Vida
Foi um Rabino e escritor que viveu no século XVII. Entre as suas obras conhecem-se; um Comentário a uma obra de Ahron Ben Moseh, e outro ao tratado sobre o Talmud.